# Коан, Маккензи
Маккензи Коан (англ. McKenzie Coan; род. 14 июня 1996, Clarkesville, Джорджия) ― американская пловчиха-паралимпиец. Четырёхкратная чемпионка Паралимпийских игр 2016 и 2020 годов. Шестикратная чемпионка мира.

## Биография
Коан родился 14 июня 1996 года в городе Токкоа, штат Джорджия. У нее заболевание соединительной ткани « Несовершенный остеогенез», которое больше всего связано с хрупкостью костей. За свою жизнь Коан сломала более 50 костей. Помимо плавания, Коан занималась легкой атлетикой. В школьные годы Коан была членом совета директоров LSC Джорджии по плаванию, она была секретарем Ассоциации олимпийцев Джорджии, а также имела собственный фонд, где она добровольно проводила время в местных детских больницах.
Коан посещала специализированную программу для старшей школы, которая позволяла ей проводить часть недели в обычном классе, а в остальные дни — дома, что отводило гораздо больше времени и гибкости ее графику тренировок. Коан окончила среднюю школу в 2014 году и была признана лучшей в своем классе.
В настоящее время Коан учится и плавает в Университете Лойолы в Мэриленде, где она изучает политологию. Она публично заявила о своем желании поступить в юридический институт после того, как начнется ее бакалавриат, и однажды баллотироваться на государственную должность. Она также принимает активное участие в вопросах социальной справедливости, особенно в вопросах прав инвалидов и защиты интересов.

## Спортивная биография
На летних Паралимпийских играх 2012 года в Лондоне она соревновалась в заплыве на 400 метров вольным стилем в категории S8, но медалей не завоевала.
Позже у нее были прорывные игры на Летних Паралимпийских играх 2016 года, где она выиграла 3 золотые медали в категориях S7 50, 100 и 400 м вольным стилем, а также получила дополнительную серебряную медаль в 34-балльной женской гонке 4×100 м вольным стиле. В заплыве на 50 метров вольным стилем она также установила новый паралимпийский рекорд.
На чемпионате мира 2017 года в Мехико выиграла четыре золотые медали. Через два года на первенстве мира в Лондоне Коан дважды стала чемпионкой.
По состоянию на 2020 год из-за пандемии коронавируса Коан переехал и в настоящее время живет и тренируется в Олимпийском и паралимпийском учебном центре США в Колорадо-Спрингс, штат Колорадо, под руководством тренера паралимпийской сборной Натана Мэнли.
На Паралимпийских играх 2020 в Токио Маккензи Коан стала победительницей в финале заплыва на 400 м вольным стилем S7.
11 августа 2021 года Коан выпускает книгу под названием «Вырваться на свободу: разбить ожидания и добиться успеха с амбициями в погоне за золотом». Эта книга написана в соавторстве с Холли Нойманн. Релиз состоялся всего за несколько недель до ее участия в Паралимпийских играх 2020 года в Токио.